# Krzęcin (Skawina)
Krzęcin ist eine Ortschaft mit einem Schulzenamt der Gemeinde Skawina im Powiat Krakowski der Woiwodschaft Kleinpolen in Polen.

## Geographie
Der Ort liegt im Pogórze Wielickie, 6,5 Kilometer südwestlich der Stadt Skawina. Die Nachbarorte sind Facimiech im Nordwesten, Zelczyna im Norden, Borek Szlachecki and Rzozów im Nordosten, Gołuchowice im Osten, Grabie und Polanka Hallera im Süden, Sosnowice im Westen.

## Geschichte

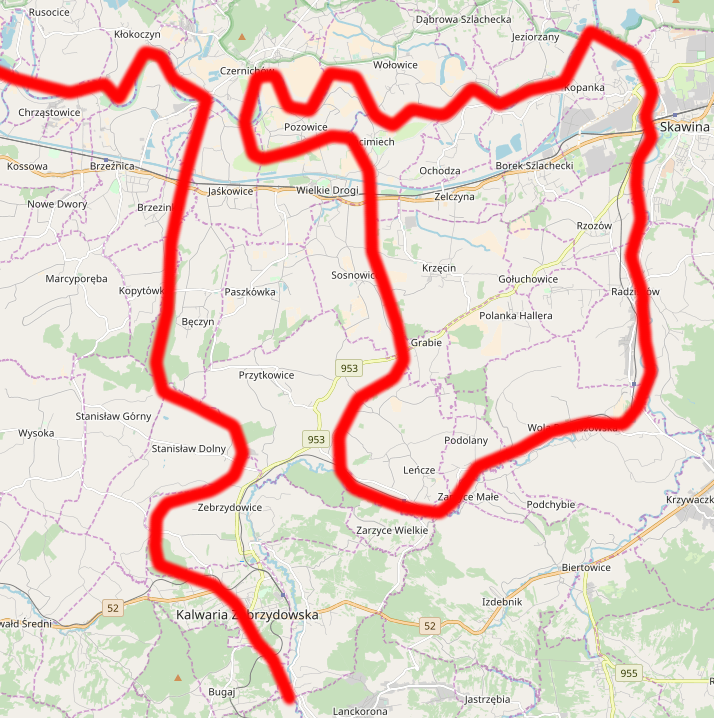
Krzęcin in der Exklave des Herzogtums Auschwitz/Zator

Der Ort wurde am 30. Mai 1254 in einem Dokument von Bolesław dem Schamhaften als Kozancin erstmals erwähnt. Das Dokument sagt über die Zugehörigkeit zu den Prämonstratenserinnen in Zwierzyniec (Krakau), die sehr wahrscheinlich ab einer Generation früher und bis zu den Teilungen Polens bestand. Der Name des Dorfs ist abgeleitet vom Vornamen des Urbesitzers Krzęta bzw. Krzczęta. Die Pfarrei Crenczin wurde im Peterspfennigregister des Jahres 1326 im Dekanat Zator des Bistums Krakau erwähnt. 1401 wurde es als Krzszczanczin erwähnt.
Politisch gehörte das Dorf ursprünglich zu Kleinpolen, aber das Gebiet zwischen den Flüssen Skawa im Westen und Skawinka im Osten wurde im Jahr 1274 vom Herzogtum Krakau abgetrennt und ans Herzogtum Oppeln angeschlossen. Auf diese Weise entstand eine Exklave des Herzogtums Oppeln, weil einige Dörfer durch den Radwanitenkorridor vom Rest Schlesiens abgetrennt wurden. Krzęcin wurde zum größten Dorf in dieser Exklave, sowie anfänglich die einzige örtliche Pfarrei, weswegen die Exklave manchmal nach dem Dorf krzęcińska genannt wurde. Das Herzogtum Oppeln wurde 1281 nach dem Tod von Wladislaus I. von Oppeln geteilt. Ab 1290 gehörte das Dorf zum Herzogtum Teschen und seit 1315 zum Herzogtum Auschwitz, ab 1327 unter Lehnsherrschaft des Königreichs Böhmen. Seit 1445 gehörte es zum Herzogtum Zator, dieses wurde im Jahr 1494 an Polen verkauft. Ab 1564 im Kreis Schlesien, hatte es um 1600 über 200 Einwohner.
1581 umfasste die Pfarrei Krzeczin bzw. Krzęcin auch die Ortschaften Borek, Zelczina, Polianka, Gołuchowiec und Mikołaiowice (Grabie?).
Im 18. Jahrhundert wurde das Dorf von der Pest heimgesucht. Damals überlebten nur zwei Familien. Die neuen Siedler kamen überwiegend aus Regionen hinter der Weichsel.
Bei der Ersten Teilung Polens kam Krzęcin 1772 zum neuen Königreich Galizien und Lodomerien des habsburgischen Kaiserreichs (ab 1804). Ab 1782 gehörte es dem Myslenicer Kreis (1819 mit dem Sitz in Wadowice).
1918, nach dem Ende des Ersten Weltkriegs und dem Zusammenbruch der k.u.k. Monarchie, kam Krzęcin zu Polen. Unterbrochen wurde dies nur durch die Besetzung Polens durch die Wehrmacht im Zweiten Weltkrieg. Es gehörte dann zum Generalgouvernement.
Von 1975 bis 1998 gehörte Krzęcin zur Woiwodschaft Krakau.

## Sehenswürdigkeiten
- Kirche aus dem Jahr 1589

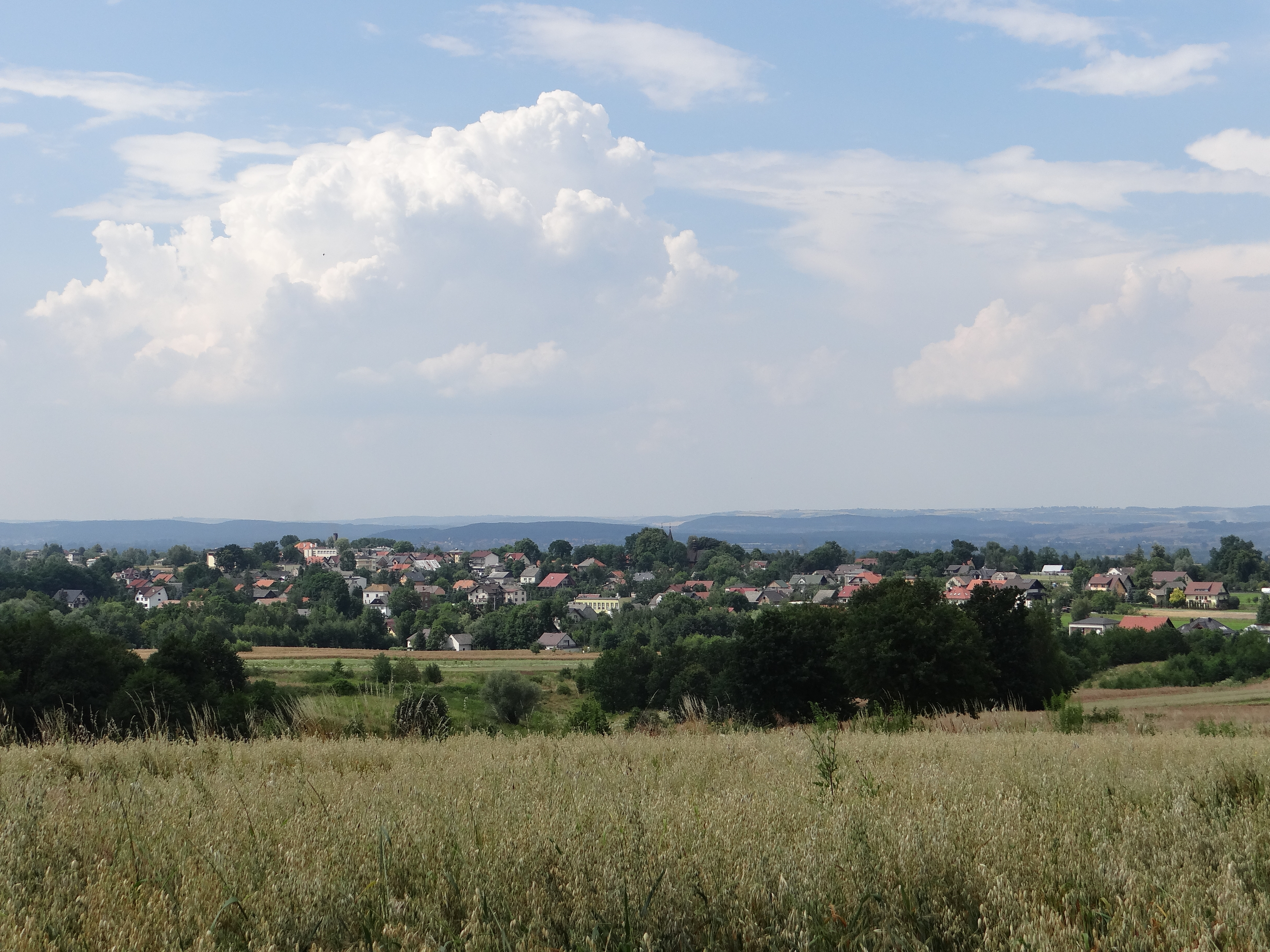
Blick auf dem Dorf
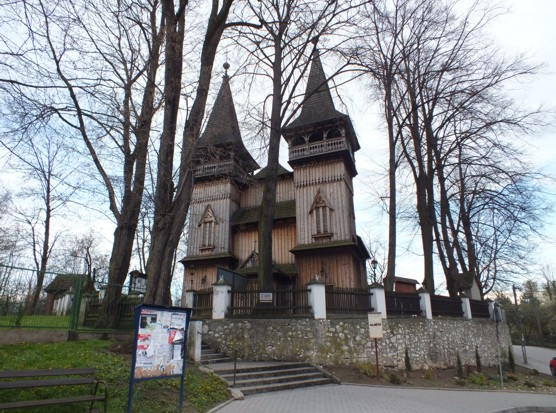
Kirche

## Söhne und Töchter des Orts
- Stanisław Dobrzycki (1875–1931), Historiker der Literatur, Rektor der Adam-Mickiewicz-Universität Posen.